# ゴルボヴツィ
ゴルボヴツィ（Golubovci (キリル文字: Голубовци, 発音: [ɡǒluboʋtsi])）は、モンテネグロの町である。かつてはポドゴリツァ基礎自治体の下位自治体ゴルボヴツィ都市自治体の中心部であったが、2022年8月16日にゴルボヴツィ都市自治体はゼタ基礎自治体として単独の自治体になった。ポドゴリツァ中心部の15km南の肥沃なゼタ平原に位置し、2011年の国勢調査によればゼタ基礎自治体全体では16,093人が居住し、中心都市ゴルボヴツィ町の人口は3,110人。
ポドゴリツァ空港は時折、ゴルボヴツィ空港と呼ばれる場合もあり、町からは丁度5km離れている。ゴルボヴツィにはポドゴリツァと港湾都市バールを結ぶ幹線道路、欧州自動車道路65、80号線が通りモンテネグロ北部とアドリア海沿岸部を結んでいる。この道路はゴルボヴツィのメインストリートと幹線道路を兼ねているため夏の観光シーズンには良く渋滞する。モンテネグロリーグ1部に属するFKゼタ・ゴルボヴツィのホームタウンでモンテネグロのサッカークラブの中では近年、最も成功したチームである。
ゼタ基礎自治体は、中心都市であり都市型集落のゴルボヴツィと18の村から成る。